# Komiksowo
Komiksowo — еженедельное бесплатное приложение комиксов к газете «Gazeta Wyborcza» (Польша), предназначенное для детской аудитории.
Первый номер приложения вышел 25 февраля 2000 года. Выпуск приложения прекращён в 2004 году. Всего напечатано 227 номеров. Печатался по пятницам, а с марта 2004 - по субботам.
В основном, в приложении помещались комиксы Диснея.
Постоянными элементами приложения были помещённые на первой странице короткие комиксы с названием «Утиный фарт!»  (пол. Kaczy fart!) с Дональдом Даком в главной роли и Микки Маусом в комиксах «Отгадай с Микки» (пол. Zgaduj z Mikim).
Героями приложений «Komiksowo» были комиксы с Микки Маусом, Дональдом Даком, серии комиксов «Плуто»,  «101 далматинец», «102 далматинца», «Тимек и Мастер».
На страницах приложения печатались комиксы с «Тимоном и Пумбой» на английском языке с параллельным переводом на польский, помещались загадки, кроссворды и различные конкурсы для детей.
Регулярно подавалась информация о животном мире Польши.